# Marie Amalie af Napoli og Sicilien
Marie Amalie af Napoli og Sicilien (26. april 1782 på Reggia di Caserta ved Napoli i Kongeriget Napoli – 24. marts 1866 i Claremont House, Surrey, England)  var en italiensk prinsesse, der blev fransk dronning fra 1830 til 1848.

## Forfædre
Marie Amalie var datter af kong Ferdinand 1. af Begge Sicilier og hans gemalinde (dronning) Maria Karolina af Østrig samt barnebarn af kong Karl 3. af Spanien, kejser Frans 1. Stefan og kejserinde Maria Theresia af Østrig. Desuden var hun søsterdatter til Marie-Antoinette, der var Frankrigs dronning fra 1774 til 1792.

## Efterkommere
Marie Amalie var gift med Ludvig-Filip af Frankrig, der var konge fra 1830 til 1848.
Parret fik følgende børn:
- Ferdinand Filip af Orléans, hertug af Chartres (1810 – 1842), gift med Helene af Mecklenburg-Schwerin, har efterkommere, deriblandt Jean, greve af Paris, hertug af Vendôme (født 1965), der er tronprætendent fra 2019.

- Louise af Orléans (1812 – 1850), gift med kong Leopold 1. af Belgien, har efterkommere, deriblandt Philippe af Belgien (født 1960), der er konge siden 2013.

- Marie af Orléans (1813 – 1839), gift med Alexander af Württemberg (1804–1881), har efterkommere, deriblandt Jean, greve af Paris, hertug af Vendôme (født 1965).

- Ludvig Karl af Orléans, hertug af Nemours (1814 – 1896), gift med en sønnedatter af Hertug Franz Friedrich af Sachsen-Coburg-Saalfeld, har efterkommere, deriblandt Jean, greve af Paris, hertug af Vendôme (født 1965) samt Gaston, greve af Eu og andre medlemmer af den brasilianske kejserfamilie.

- Prinsesse Françoise Louise Caroline d'Orléans (1816 – 1818), døde 2 år gammel.

- Clémentine af Orléans (1817 – 1907), gift med prins August Ludvig af Sachsen-Coburg og Gotha (1818 – 1881), fik efterkommere, deriblandt kong Ferdinand 1. af Bulgarien.

- François af Orléans, fyrste af Joinville (1818 – 1900), gift med Francisca af Brasilien, fyrstinde af Joinville, har efterkommere, deriblandt Jean, greve af Paris, hertug af Vendôme (født 1965).

- Charles af Orléans, hertug af Penthièvre (1820 – 1828), døde 8 år gammel.

- Henri af Orléans, hertug af Aumale (1822 – 1897), gift med en datter af Maria Clementina af Østrig (1798–1881), fik 7 børn, der alle døde, før de blev 22 år gamle.

- Antoine, hertug af Montpensier (1824 – 1900), gift med en datter af Ferdinand 7. af Spanien, har efterkommere, deriblandt Jean, greve af Paris, hertug af Vendôme (født 1965).

Der er mange ægteskaber mellem beslægtede i den franske kongefamilie, derfor er Jean, greve af Paris, hertug af Vendôme efterkommer af Henrik 4. af Frankrig (1553 – 1610) gennem hele 108 linjer.